# Personaggi di Kimba - Il leone bianco
Questa è la lista dei personaggi di Kimba - Il leone bianco, manga di Osamu Tezuka. Gli stessi appaiono nelle serie televisive anime e nelle opere derivate.

## Personaggi principali

### Kimba
Kimba, Leo (レオ?, Reo) nella versione giapponese e nel primo doppiaggio italiano della seconda serie, è il personaggio principale dell'intera opera, la cui storia nel manga originale è seguita dalla nascita fino al momento della morte. È un leone bianco proveniente da un'antica dinastia di suoi simili. Diventa il re della Giungla come successore di Panja; dotato di grande forza e saggezza, si rifiuta di essere carnivoro e di usare la violenza. Molto coraggioso e leale, egli ritiene fermamente che sia possibile la convivenza pacifica tra animali ed esseri umani, a patto che ci si riesca ad intendere (a tale scopo insegnerà il linguaggio umano agli amici della foresta). Passeggiando per le grandi città costruite e governate dagli uomini (e dove ci visse per 6 interi anni), arriverà ad imparare e capire molte cose su di loro. Da adulto si sposerà con Laia e avrà due figli: Lune e Lukyo. Nel lungometraggio del 1997 Kimba - La leggenda del leone bianco, si sacrifica per donare la sua carne a Mustach e salvargli la vita.
Doppiato da: Yoshiko Ōta (1ª serie), Takashi Toyama (2ª serie), Megumi Hayashibara (3ª serie, cucciolo), Shinnosuke Furumoto (3ª serie, adulto), Masane Tsukayama (film del 1997), Taeko Kawata (film del 2009) (giapponese), Silvio Spaccesi (film italiano), Gioietta Gentile (1ª edizione, 1ª voce), Emanuela Rossi (1ª edizione, 2ª voce), Franco Latini (2ª edizione), Irene Scalzo (3ª edizione, cucciolo), Giorgio Bonino (3ª edizione, adulto), Claudio Moneta (film del 1997) (italiano).

### Panja
Panja (パンジャ?), anche detto Grande Cesare nel primo doppiaggio italiano, è un imponente leone bianco, padre di Kimba ed imperatore della giungla; fu il primo che cercò d'insegnare una qualche forma d'educazione agli animali suoi sottoposti. Viene ucciso dagli uomini (i cacciatori di frodo Hamegg e Catter) durante il tentativo di salvare dalle loro grinfie la sua sposa e regina, Eliza. La sua pelle, usata inizialmente come trofeo dal cacciatore che l'ha ucciso, viene recuperata dal figlio e da lui custodita come una reliquia. Appare in vari flashback in alcuni episodi.
Doppiato da: Asao Koike (1ª serie), Isao Sasaki (3ª serie), Saburō Tokitō (film del 2009) (giapponese), Claudio Moneta (3ª edizione) (italiano).

### Eliza
Eliza (エライザ?, Eraiza) è la madre di Kimba. Era una leonessa stupenda che soffrì le pene d'amore per sposarsi con Panja. Fu catturata, ancora incinta, da Hammegg per tendere una trappola a Panja. Mentre si trova in viaggio in nave prigioniera degli uomini partorisce Kimba e poco dopo lo spinge a scappare dal triste destino che gli sarebbe riservato se restasse vicino a lei. Annegherà durante il naufragio causato dalla tempesta.
Doppiata da: Noriko Shindo (1ª serie), Nanako Matsushima (film del 2009) (giapponese), Franca Salerno (1ª edizione), Marina Thovez (3ª edizione) (italiano).

### Laia
Laia (ライヤ?, Raiya), anche chiamata Lena o Lia nei diversi doppiaggi e Kitty in quelli tratti dalla versione americana, è una giovane leonessa che in seguito sarà la compagna di vita di Kimba e gli darà due figli, un maschio e una femmina. È la nipote del vecchio leone e vive con lui sul Monte Eva dopo che i suoi genitori sono stati uccisi dai cacciatori (anche se in un manga i suoi genitori erano stati mangiati da un gigantesco serpente femmina, e solo lei e il suo fratello perduto Layman erano sopravvissuti); dopo che ha incontrato Kimba, se ne innamora subito, ponendosi anche contro la volontà dello zio Marochi. Risulta essere una sorta d'angelo custode per Kimba (lo difende anche spesso e volentieri dalla sfrontatezza dello zio), trovandosi sempre presente e pronta quando lui ha bisogno d'un consiglio; una sorta di sua "guida" in grado di calmarlo da rabbia ed impazienza, una spalla su cui piangere, ma anche un validissimo aiuto guerriero al suo fianco. Nella seconda serie si ammala di peste e in seguito guarisce, mentre nel film del 1997 muore.
Doppiata da: Keiko Matsuo (1ª serie), Haruko Kitahama (2ª serie), Sakiko Tamagawa (3ª serie), Chieko Baisho (film del 1997) (giapponese), Eva Ricca (film italiano), Antonella Rendina (2ª edizione, 1ª voce), Franco Latini (2ª edizione, 2ª voce), Federica Valenti (3ª edizione), Lisa Mazzotti (film del 1997) (italiano).

### Mandy
Mandy (マンディ?, Mandi), chiamato Daniele o Dan'l nei doppiaggi tratti dalla versione americana, è un vecchio e saggio mandrillo, prudente mentore di Kimba. I suoi consigli, però, non vengono sempre seguiti dal giovane cucciolo di leone bianco, che a volte preferisce seguire i suoi istinti, mettendo così a rischio la sua stessa vita. Per la maggior parte del tempo distribuisce consigli sulla risoluzione dei problemi nella giungla, ma a volte riesce a causare anche alcune difficoltà impreviste, rifiutando di comprendere ed accettare le innovazioni provenienti dal mondo degli uomini. Già Panja si rivolgeva sempre a lui quando doveva prendere qualche grave decisione. Nel film del 1997 appartiene a un'altra specie di scimmie e il suo nome in originale è stato cambiato in Brother (ブラッザー?, Burazzā).
Doppiato da: Hisashi Katsuta (1ª e 2ª serie), Kei Tani (film del 1997) (giapponese), Gino Donato (1ª edizione, 1ª voce), Enrico Luzi (2ª edizione, 1ª voce), Franco Latini (1ª edizione, 2ª voce), Enrico Bertorelli (3ª voce), Mario Scarabelli (film del 1997) (italiano).

### Coco
Coco (ココ?, Koko), chiamato Pauley nei doppiaggi tratti dalla versione americana, è un pappagallo verde che ha trascorso qualche tempo con gli esseri umani (apparteneva al proprietario di un grande albergo che lo maltrattava, lasciandolo in catene e picchiandolo); è venuto per la prima volta nella giungla per salvare la sua fidanzata. Qui ha incontrato il forte e gentile Panja, il quale gli ha permesso di vivere assieme agli altri animali della foresta. In seguito farà sempre tutto il possibile per aiutare il giovane Kimba. La sua ex fidanzata è Kiki.
Doppiato da: Kinto Tamura (1ª e 2ª serie), Shigeru Chiba (3ª serie), Kaneta Kimotsuki (film del 1997), Rie Kugimiya (film del 2009) (giapponese), Nino Scardina (film italiano), Liù Bosisio (1ª edizione, 1ª voce), Enrico Luzi (2ª edizione), Riccardo Peroni (2ª edizione e film del 1997) (italiano).

### Tommy
Tommy (トミー?, Tomī), chiamato Bucky nei doppiaggi tratti dalla versione americana, è un'antilope (o gazzella/impala) molto fifone che riesce a cacciarsi sempre nei guai. Gestisce la scuola degli animali, la fattoria, ed il centro postale assieme a Gargoyle. Un tempo dirigeva, insieme a Coco, anche il ristorante. Da un certo momento in poi lo si vede sempre indossare un cappello di paglia, che Kimba gli aveva dato per nominarlo segretario dell'economia della giungla.
Doppiato da: Hajime Akashi (1ª e 2ª serie), Sukekiyo Kameyama (3ª serie), Naoki Tatsuta (film del 1997) (giapponese), Enrico Luzi (1ª edizione, 1ª voce), Franco Latini (2ª edizione), Pino Pirovano (3ª edizione), Luca Sandri (film del 1997) (italiano).

### Lune
Lune (ルネ?, Rune), anche detto Rune, è il figlio di Kimba e Laia, fratello di Lukio. È un leoncino bianco come il padre, testardo ma sempre pronto ad aiutare un amico nel momento del bisogno.
Doppiato da: Kyoko Satomi (2ª serie), Mifuyu Hiragi (film del 1997) (giapponese), Franco Latini (2ª edizione), Giulia Franzoso (film del 1997) (italiano).

### Lukio
Lukio (ルッキオ?, Rukkio), anche detta Rukio, è la figlia di Kimba e Laia, sorella di Lune. Molto simile alla madre, Lukio è vivace e curiosa, con un animo buono e temerario.
Doppiata da: Eiko Masuyama (2ª serie), Hekiru Shiina (film del 1997) (italiano), Franco Latini (2ª edizione), Giovanna Papandrea (film del 1997) (italiano).

### Bubu
Bubu (ブブ?) è un leone che ha assunto il potere dopo la dipartita di Panja, mantenendo invariata la legge della giungla e non proteggendo in alcun modo gli animali più deboli. È un cattivo ricorrente, un leone dalla criniera nera come la pece ed una cicatrice irregolare sul volto; la ferita all'occhio sinistro gli è stata causata da una battaglia perduta contro Panja. Dopo il ritorno di Kimba cerca assieme ai suoi complici di riprendersi il regno attraverso vari piani che attentano alla sua vita. Vuole a tutti i costi comandare sopra gli altri animali, e questo lo porta a ordire spesso complotti contro Kimba il quale però, per fortuna, riesce sempre a sventare. È stato a suo tempo nemico giurato di Panja. Vorrebbe vedere Kimba e la sua famiglia morta per poter così assumere il ruolo d'imperatore della giungla al suo posto. Cerca di catturare Laia per farla diventare la sua regina.
Doppiato da: Tesshō Genda (giapponese).

### Toto
Toto (トット?, Totto), anche chiamato Cassio, è una pantera nera alleata di Bubu, di cui è anche autentico leccapiedi. Cerca assieme a Bubu di detronizzare il regno dei leoni bianchi. Agisce spesso come suo consulente (la maggior parte delle idee davvero "geniali" che attua Bubu, gliele suggerisce sempre lui). Assolta un quartetto di pantere, le Ombre della Notte, per uccidere Kimba.
Doppiato da: Seizō Katō (1ª serie), Ryusei Nakao (3ª serie), Eiichiro Funakoshi (film del 2009) (giapponese), Enrico Luzi (2ª edizione, 1ª voce), Franco Latini (2ª edizione, 1ª voce) (italiano).

### Dick e Boe
Dick (ディック?, Dikku) e Boe (ボウ?, Bō) sono due iene un po' stupide alleate di Toto e Bubu che reagiscono sempre solo con la forza bruta. La sola vista di Kimba li fa scappare a perdifiato a chilometri di distanza. Create per dare una nota comica alla vicenda.
Doppiati da: Kazuo Kumakura (1ª serie, Dick), Kiyoshi Kawakubo (1ª serie, Boe) (giapponese), Enrico Luzi, Franco Latini (2ª edizione) (italiano).

### Hammegg
Hammegg (ハム・エッグ?, Hamu eggu) è un bracconiere pronto a tutto pur di fare soldi, che già uccise a suo tempo Panja. Passa la maggior parte del tempo ad attentare alla vita di Kimba (appare come uno dei cattivi in molte opere di Tezuka). Molto goloso, avido e spietato.
Doppiato da: Kei Tomiyama (3ª serie), Danshi Tatekawa (film del 1997) (giapponese), Diego Sabre (film del 1997) (italiano).

### Leona
Leona, anche detta Riona (リョーナ?, Ryōna), è la sorella maggiore di Kimba, sconosciuta fino al giorno in cui la incontra nel villaggio abbandonato dove custodisce le pelli degli antenati. Nel remake diviene una zia ed una sorta di madre adottiva per Laia mentre nel manga originale non aveva nessuna parentela con Kimba e non aveva buoni rapporti con Laia.
Doppiata da: Sumi Shimamoto (3ª serie) (giapponese), Antonella Rendina (2ª edizione) (italiano).

### Kenichi
Kenichi (ケン一?), chiamato Roger Ranger nei doppiaggi tratti dalla versione americana, acquistò Kimba quando questi finì spiaggiato nella penisola arabica. Dopo aver trascorso un anno assieme a Kimba nella civiltà umana, rimette in discussione la sua esistenza all'interno del mondo cosiddetto civile e decide di tornar assieme al leoncino bianco nella giungla per viver in compagnia e in stretto contatto con la natura e gli altri animali, a cui insegna la lingua umana. Si troverà ad aiutare Kimba quando, ad esempio, il giovane leone va alla ricerca delle sue origini e gli fa scoprire così la sua discendenza da un "Sacro Leone egizio" molto saggio.
Doppiato da: Nobuaki Sekine (1ª serie), Kappei Yamaguchi (3ª serie), Akiko Yajima (film del 2009) (giapponese), Franco Latini (2ª edizione), Patrizio Prata (3ª edizione) (italiano).

### Pomposo
Pomposo (ヒゲオヤジ?, Higeoyaji), chiamato anche professor Mustach, è lo zio di Kenichi, che si prende cura di Kimba nella Penisola Arabica e in seguito lo riporta nella giungla. Cerca spesso di convincere suo nipote Kenichi a tornare alla civiltà umana. Il professore è apparso in molte opere di Tezuka come detective con il suo vero nome di "Shunsaku Ban". Nel film salva Lukio e altri animali dalla peste e Kimba si sacrifica per salvargli la vita.
Doppiato da: Junji Chiba (2ª serie), Mahito Tsujimura (3ª serie), Kōsei Tomita (film del 1997) (giapponese), Enrico Luzi (2ª edizione), Riccardo Rovatti (3ª edizione), Enrico Bertorelli (film del 1997) (italiano).

## Personaggi secondari apparsi nella prima serie

### Animali

#### Capo Cicogna
Il Capo Cicogna è una cicogna grande amica di Panja che avvisa Eliza che sta per abbattersi una tempesta sulla nave che la trasporta, e che avvisa Mandy che arriverà Sandy a cercare la sua vendetta.

#### Bouribal
Bouribal è una spia che aiuta Kimba a fuggire dal battello che lo cattura una seconda volta. Muore accanto ad un pozzo disseccato.

#### Garagò
Garagò è un bradipo. È l'animale più vecchio e saggio di tutta la giungla che consiglia a Kimba solo quando Mandy non riesce più ad aiutarlo.

#### Romi
Romi è un'antilope molto amica di Kimba. È sempre la preda preferita di Dick e Boe.

#### Panzé
Panzé è uno scimpanzé amico di Kimba, incaricato dell'albero dei giochi.

#### Caybos
Caybos è il rinoceronte capo, è ottuso e odia Kimba e gli umani. Solo un giorno capirà che gli umani e i loro manufatti possono anche essere utili agli animali della giungla; nonostante ciò, non cambierà mai la sua idea fortemente negativa nei riguardi degli uomini.

#### Ribbo
Ribbo è una giraffa molto amica di Kimba che si fratturerà una gamba per colpa di Maria.

#### Hearley
Hearley è un porcospino molto saggio che dice a Kimba che Kenichi e Maria possono morire.
Doppiato da: Franco Latini (2ª edizione, 1ª voce), Ilaria Latini (2ª edizione, 2ª voce) (italiano).

#### Someson
Someson è un bufalo capobranco, a suo tempo molto amico di Panja, che a volte s'oppone alle idee un po' troppo innovative di Kimba.

#### Speedy
Speedy, Bongo nei doppiaggi tratti dalla versione americana, è un cucciolo di ghepardo attaccabrighe molto amico di Kimba.
Doppiato da: Ilaria Latini (2ª edizione) (italiano).

#### Quasimodo
Quasimodo è il nonno di Speedy, creduto ucciso da Panja. Kimba lo incontrerà in seguito nei sotterranei di Parigi, scoprendo che era stato invece catturato e fatto prigioniero dagli uomini.

#### Cinghiale Rosso dei Fiumi
Il Cinghiale Rosso dei Fiumi è un cinghiale ingordo che ruba le riserve di cibo degli animali. Quando Kimba prova ad andare a cercare altro cibo, il Cinghiale si scusa dicendo che era troppo tardi.

#### Sniffer
Sniffer è il felino con l'olfatto più sviluppato della giungla, che più volte ha salvato Kimba da faccende "profumate".

#### Zorilla
Zorilla è uno zorilla che viene minacciato da Toto per il complotto contro Kimba.

#### Tamasuke
Tamasuke è l'animale più veloce della giungla. È un leopardo a capo dell'ambulanza ed è anche grande amico di Chita. È stato l'ideatore della commestibilità delle cavallette.

#### Artiglio
Artiglio è un'aquila anziana che si trasferì nella giungla. Le prime volte sembrò un assassino senza pietà, ma si rivelò una grandissima aquila. È stata vittima di un intervento del dottor Bisto.
Doppiato da: Enrico Luzi (2ª edizione) (italiano).

#### Whinker
Whinker è una tigre vittima di un esperimento del dottor Bisto che gli mise le ali.

#### Marochi
Marochi lo zio acquisito Kimba e Laia. È un leone leopardato che si dà tante arie quando vede che Kimba e Panja sono bianchi, "ibridi".

#### Liù
Liù è lo sleale promesso sposo di Laia. Kimba combatte contro lui per vincere contro lo zio Marochi e stare vicino a Laia.

#### Androkon
Androkon è stato il fondatore della dinastia dei Leoni Bianchi dell'Antico Egitto. Fu lui il primo leone a insegnare agli uomini l'economia e tutto il resto già da piccino, come Kimba. Quando il faraone catturò i pigmei, questi chiesero di Androkon, pensando che altrimenti la furia dei loro antenati sarebbe caduta su di loro. Quando Androkon, adulto, se ne andò, l'impero fu subito distrutto. Nel villaggio Androkon continuò ad istruire i pigmei fino ai giorni di Panja, che se ne andò nella giungla.

#### Ororo
Ororo è una femmina di pavone, vittima del Disastro delle Uova.

#### Tachì
Tachì è un cucciolo di ghepardo pasticcione, molto amico di Kimba.

#### Gruff
Gruff è il violento e presuntuoso capo degli alligatori, che, dopo che Kimba li avrà salvati da Min e Nasty, cambierà parecchio l'atteggiamento contro gli altri animali. Suo figlio si chiama Hully.

#### Cuncun
Cuncun è lo spazzino della giungla, è un avvoltoio che emana cattivo odore che, grazie a questo, salverà Kimba e i volatili da Nura.

#### Nura
Nura è un serpente dalle prodigiose (ma malefiche) abilità, che vuole spodestare Kimba pur di diventare re della giungla. Viene salvato da Cuncun, che spezza l'incantesimo.

#### Gargoyle
Gargoyle è un facocero molto gentile e disponibile, insignito del premio di Animale dell'Anno. Inizialmente è lo zimbello di tutti gli altri animali, tranne che di Kimba. A causa della sua estrema bruttezza (ha tutto il corpo coperto di verruche) vorrebbe uccidersi, ma riuscirà a vincere la medaglia di campione della giungla attaccando un gruppo di feroci scimmie.

#### Hauler
Hauler è il violento capo della banda di babbuini.

#### Chita
Chita è il ghepardo più stralunato e il terzo animale più veloce della giungla, dopo Tamasuke e Kimba. Un tempo lavorava come distributore di volantini per Coco. È il miglior amico di Tamasuke.

#### Pagula
Pagula è il presuntuoso e violento capo degli elefanti; ammira Kimba sotto certi aspetti, mentre per altri lo detesta a morte.
Doppiato da: Masatō Ibu (film del 1997) (giapponese), Enrico Luzi (2ª edizione) (italiano).

#### Sandy
Sandy era un pivello che voleva prendere il posto del saggio Mandy al governo dei mandrilli. Mandy lo sconfisse, ma tornò dieci anni dopo, venendo sconfitto un'altra volta da Kimba.

#### Barsi
Barsi è una pecora di montagna che salva gli animali due volte dalla peste animale, rischiando lui stesso di morire.

#### Maga della Foresta
La Maga della Foresta è una vecchia rapace che un tempo seminò il terrore assieme a Toto. Viene costretta a uccidere Kimba da Toto, fallendo.

#### Paker Dermos
Paker Dermos è il pachiderma capo nella riserva Thomas Sheven, ucciso da Mr. Triggermann e Conga assieme a tutti gli altri pachidermi. Suo figlio Peewie è il secondo pachiderma sopravvissuto dalla Strage della Riserva Sheven.
Doppiato da: Enrico Luzi (2ª edizione) (italiano).

#### Bero
Bero è un camaleonte bugiardo che mette in guai seri Kimba e tutti gli altri, compreso l'ippopotamo Gabu.

#### Miù
Miù è un puma vandalo e attaccabrighe, che si comporta in tale modo perché perse sua madre a causa dei cacciatori. Kimba cercherà di aiutarlo.

#### Tartaruga del Faraone
La Tartaruga del Faraone è l'ultima guardiana di Timbuctù, la città dorata. Morì nel crollo della già instabile città.

#### Alberto
Alberto è un ippopotamo presuntuoso ma fifone, che viene accusato dell'uccisione di Arold, un cucciolo di airone. Grazie alla testimonianza dell'airone Ilda durante il suo processo, viene punito per il crimine.

#### Sopracciglia Nere
Sopracciglia Nere è il capo degli ippopotami della Giungla Tropicale.

#### Colosso
Colosso è un uccellus broto, l'ultimo della sua specie. Viveva originariamente in Madagascar, ma si trasferì nella Valle per evitare una malattia. Quando ritornò nella Valle, fu buttato giù dal monte da una valanga.

#### Khamantoto
Khamantoto è un pesciolino guerriero molto abile nel combattere senza usare la violenza. Fu di grande ispirazione a Kimba.

#### Mabo
Mabo è un cucciolo di struzzo indisciplinato che fuggiva sempre dal suo branco per andare a giocare con Kimba; ciò li metteva nei guai, perché suo nonno credeva che Kimba lo avesse rapito.

#### I Signori dell'Oscurità
I Signori dell'Oscurità sono Dave l'elefante, Sammy il leone di montagna e Juilnjo il babbuino. Sono tre animali presuntuosi apparsi con un tornado col sole tramontante e ritornati indietro con lo stesso. Vollero sottomettere la giungla e gli animali, ma non ci riuscirono.

#### Kimera
Kimera è un orso di una razza quasi estinta, che, un tempo, seminava il panico tra uomini e animali. Suo figlio Teddy fa amicizia con Kimba.

### Umani

#### Kutter
Kutter (クッター?, Kuttā), anche traslitterato Catter, è l'aiutante e la spalla di Hammegg in molti dei suoi piani criminosi (anche se è spesso contrario a quello che loro due stanno facendo); assieme a lui uccide Panja. Ha anche l'abitudine di star sempre a mangiare, e questo lo evidenzia anche in un episodio:
Per tale ragione la sua linea è piuttosto rotondetta: ha un nasone a patata, dei baffi neri e il doppio mento. Non si sa di che colore abbia i capelli, perché porta sempre il berretto da esploratore. È piuttosto tarchiato e tozzo. Appare in Vai, Leone bianco e Il coro della Giungla.

#### Maria / Capitano Conga
Maria, anche chiamata Mary, è la giovane ragazza di cui Kenichi è innamorato. A seguito dell'Incidente del Ponte nella Valle a Ovest perde la memoria e, dopo essere stata adottata da Mr. Triggermann, viene messa a capo della Riserva di Caccia Conga e assume l'identità del Capitano Conga (コンガ?, Konga), anche detta Tonga, il suo alter-ego cattivo. Grazie alla dolce musica del flauto di Kenichi riesce a rinsavire e riacquistare la memoria, liberando tutti gli animali rinchiusi nella riserva; dopodiché, lascia la giungla con Kenichi e suo zio. È sempre stata fortemente contraria all'eccessiva amicizia dimostrata da Kenichi nei riguardi di Kimba. Nel film del 1997 Mary è una ragazza orfana che lavora in un circo e si prende cure di Lune.
Doppiata da: Yoshiko Yamamoto (1ª serie), Tomoko Nakajima (film del 1997) (giapponese), Antonella Rendina (2ª edizione, 1ª voce), Franco Latini (2ª edizione, 2ª voce), Roberta Gallina Laurenti (3ª edizione), Cinzia Massironi (film del 1997) (italiano).

#### Mister Triggermann
Mister Triggermann è il padre adottivo di Conga, incaricato dal Sheven di uccidere i pachidermi della riserva omonima.

#### Commissario Thomas Sheven
Il Commissario Thomas Sheven è il capo dell'omonima riserva. In una puntata incarica Mr. Triggermann di uccidere tutti i pachidermi.

#### Capitano Recorder
Il Capitano Recorder è un malvagio capitano che cattura Kimba, oltre che spietato trafficante di armi.

#### Dottor Bisto
Il dottor Bisto è un dottore malvagio, che diventò buono, riportando le cose alla normalità.

#### Dottor Bazooka
Il dottor Bazooka è il malvagio e celebre inventore del famoso lanciarazzi, invitato a cacciare nella Riserva Conga.

#### Billy Billie
Billy Billie è un cowboy che vive nei pressi di Los Angeles, invitato da Conga nella sua riserva. Grazie a lui, Kimba potrà liberare gli animali tenuti prigionieri nella riserva.

#### Grande Vusto
Grande Vusto è l'uomo più forte del mondo, tutto muscoli e niente cervello. Viene invitato dal capo Conga nella sua riserva.

#### Ircus
Ircus è il generale dell'Antico Egitto che cattura i pigmei.

#### Min e Nasty
Min e Nasty sono due contrabbandieri di diamanti, che vengono poi arrestati da un agente molto simile a Kenichi.

#### Vera Snobbish
Vera Snobbish, eccentrica miliardaria di Boston, è la madre di Ignazio e Minnie. Ha due autisti, Rocky e Rolly, che sono anche rispettivamente il suo cuoco e il suo cameriere.

#### Ignazio Snobbish
Ignazio Snobbish è lo studente di medicina più bravo dell'università di Boston, che guarisce Speedy con della penicillina. È il figlio di Vera Snobbish e fratello di Minnie.

#### Minnie Snobbish
Minnie Snobbish è una ragazza sofisticata amante della musica e della frittura francese. È figlia di Vera Snobbish e sorella di Ignazio.

#### Professor Calvin
Il professor Calvin è un vecchio amico di Kenichi, che aiuterà gli animali nel trovare il sostituto della carne.

#### Dottor Bender Spless
Il dottor Spless è il malvagio dottore che crea l'Incubo Narciso, responsabile dello scompiglio tra gli animali della giungla.

#### Mister Scottfrish
Mister Scottfrish è un imprenditore di Londra che cattura Marochi ubriaco. Suo figlio è Don Scottfrish, il quale scopre che il padre derubò Antonio Troiler, suo ex collega.

#### Menam
Menam è il ranger salvato da Kimba, sempre in lotta contro i bracconieri. Uccide l'Uomo Mascherato, l'ultimo bracconiere del continente africano, mentre Kimba uccide il suo capo, il Capo Bracconiere.

#### Mezzapinta
Mezzapinta è un soldato dell'esercito dell'Uganda, figlio di Yero Goamo, un contadino ultracentenario.

#### Capitan Moscone
Il Capitan Moscone è il capo dei soldati e di Mezzapinta. I soldati da lui capitanati vengono chiamati Cavalieri Volanti.